# Liste der Biografien/Seip
Liste der Biografien |
Portal Biografien |
Personensuche
# |
A |
B |
C |
D |
E |
F |
G |
H |
I |
J |
K |
L |
M |
N |
O |
P |
Q |
R |
S |
T |
U |
V |
W |
X |
Y |
Z |
?
 
Sa |
Sb |
Sc |
Sd |
Se |
Sf |
Sg |
Sh |
Si |
Sj |
Sk |
Sl |
Sm |
Sn |
So |
Sp |
Sq |
Sr |
Ss |
St |
Su |
Sv |
Sw |
Sy |
Sz
 
Sea |
Seb |
Sec |
Sed |
See |
Sef |
Seg |
Seh |
Sei |
Sej |
Sek |
Sel |
Sem |
Sen |
Seo |
Sep |
Seq |
Ser |
Ses |
Set |
Seu |
Sev |
Sew |
Sex |
Sey |
Sez
 
Seib |
Seic |
Seid |
Seie |
Seif |
Seig |
Seij |
Seik |
Seil |
Seim |
Sein |
Seip |
Seir |
Seis |
Seit |
Seiu |
Seiv |
Seiw |
Seix |
Seiz
Die Liste der Biografien führt alle Personen auf, die in der deutschsprachigen Wikipedia einen Artikel haben. Dieses ist eine Teilliste mit 35 Einträgen von Personen, deren Namen mit den Buchstaben „Seip“ beginnt.

## Seip
- Seip, Didrik Arup (1884–1963), norwegischer Linguist und Universitätsrektor
- Seip, Günter G. (1935–2017), deutscher Ingenieur, Siemens-Direktor und -Standortleiter Regensburg, ZVEI-Präsident und EIBA-Gründungsgpräsident
- Seip, Helge (1919–2004), norwegischer Politiker (Venstre, Det Nye Folkepartiet), Minister und Journalist
- Seip, Johann Nikolaus (1724–1789), deutscher lutherischer Theologe
- Seip, Johann Philipp (1686–1757), deutscher Badearzt und medizinischer Autor
- Seip, Jörg (* 1967), deutscher katholischer Pastoraltheologe
- Seip, Norman, US-amerikanischer Offizier, Generalleutnant der US Air Force
- Seip, Senta (* 1934), deutsche Politikerin (Die Grünen), MdL

### Seipe
- Seipel, Hubert (* 1950), deutscher Journalist und Dokumentarfilmer
- Seipel, Ignaz (1876–1932), österreichischer katholischer Theologe und Politiker (CS), Abgeordneter zum NationalratIgnaz Seipel (1876–1932)

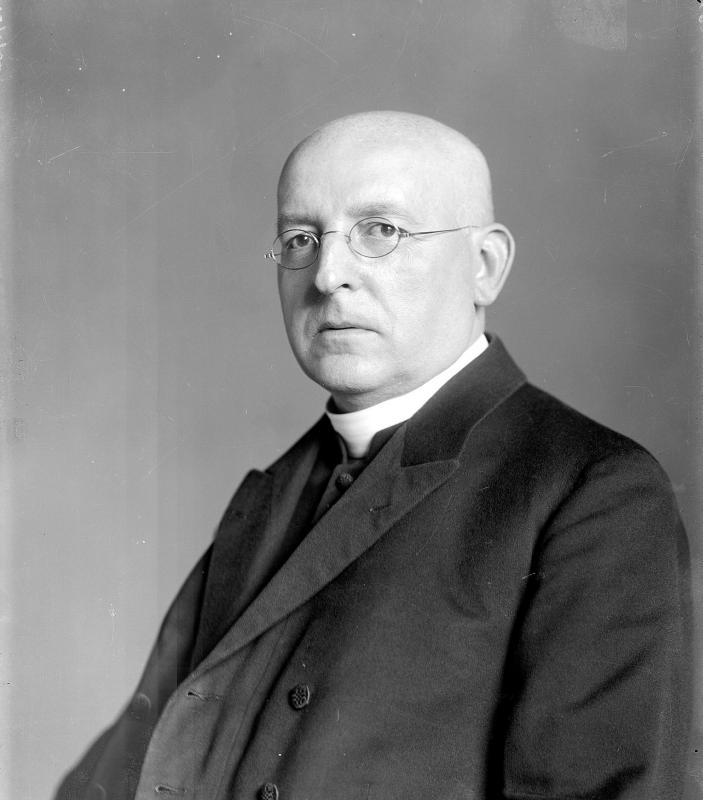
Ignaz Seipel (1876–1932)

- Seipel, Kurt (1927–2004), österreichischer Vermessungstechniker und Opfer des Stalinismus
- Seipel, Paternus Paul (1908–1945), deutscher Schulbruder und Märtyrer
- Seipel, Susan (* 1986), australische Parakanutin
- Seipel, Vitus (1650–1711), Weihbischof und Generalvikar in Prag
- Seipel, Wilfried (* 1944), österreichischer Ägyptologe und Museumsleiter
- Seipel, Wilhelm (1898–1968), deutscher Politiker (FDP), MdL
- Seipel, Wilhelm (1903–1967), deutscher Politiker (NSDAP), MdR
- Seipelt, Fritz (1915–1981), österreichischer Fußballschiedsrichter
- Seipelt, Joseph (1787–1847), österreichischer Opernsänger (Bass), Komponist und Chorleiter
- Seipenbusch, Edgar (1936–2011), österreichischer Komponist, Dirigent und Generalmusikdirektor
- Seipenbusch, Jens (* 1968), deutscher Politiker (Piratenpartei)

### Seipl
- Seiple, Larkin (* 1985), US-amerikanischer Kameramann
- Seiple, Larry (* 1945), US-amerikanischer American-Football-Spieler

### Seipo
- Seipold, Manfred (1941–1989), deutscher Schauspieler und Synchronsprecher
- Seipold, Oskar (1889–1966), deutscher kommunistischer Politiker
- Seipolt, Adalbert (1929–2009), deutscher Schriftsteller

### Seipp
- Seipp, Hilde (1909–1999), deutsche Bühnen- und Filmschauspielerin und Sängerin
- Seipp, Walter (1925–2015), deutscher Bankmanager
- Seipp, Wilhelm (1906–1963), deutscher Politiker (SPD), MdL
- Seippel, Edda (1919–1993), deutsche Schauspielerin
- Seippel, Georg Wilhelm Heinrich (1788–1850), deutscher evangelischer Pastor und Erzieher von Friedrich Wilhelm Raiffeisen
- Seippel, Hermann (1884–1937), deutscher Verwaltungsbeamter, Kommunalpolitiker und Industrie-Manager
- Seippel, Max (1850–1913), deutscher Schriftsteller
- Seippel, Paul (1858–1926), Schweizer Romanist
- Seippel, Wilhelm (1832–1906), deutscher Unternehmer